# Cool Biz
Cool Biz è la denominazione di una misura adottata dal governo del primo ministro giapponese Jun'ichirō Koizumi attraverso il Ministero dell'ambiente, al fine di contrastare i cambiamenti ambientali mediante la promozione dell'informalità nell'abbigliamento durante l'estate del 2005.

## Etimologia
Cool Biz è un'espressione coniata a partire dalle parole inglesi "cool" e "business", solitamente compressa in "biz". La prima traduce letteralmente "fresco", ma colloquialmente si può tradurre come "bello, fico, stupendo", mentre la seconda vuol dire "affari".

## Aspetti generali
Il governo non ha indicato una maniera speciale di vestirsi, né la necessità di comprare abiti nuovi, ad eccezione del suggerimento esplicito di non mettersi né cravatta né giacca. Si è raccomandato di mantenere la temperatura dell'aria condizionata a 28 °C, meta che si può raggiungere con l'uso di abiti più leggeri.
Rispetto all'ambiente di lavoro durante l'estate, e a causa dell'entrata in vigore del Protocollo di Kyōto, è prevalso il giudizio negativo circa un iperraffreddamento dell'aria condizionata, dal punto di vista della salute e della conservazione dell'energia, dando la colpa alla cravatta e al completo da uomo, poiché l'uso di questo tipo di vestiario aumenta la temperatura del corpo, il che obbliga ad abbassare la temperatura dei condizionatori d'aria. Alcuni uomini ritengono che questa diminuzione della temperatura negli spazi interni aumenti la sensazione di freddo, così come le donne parlano di un "inferno gelato".
Per questo, il Ministero dell'ambiente giapponese ha lanciato un appello a mantenere la temperatura dell'aria condizionata a 28 °C durante l'estate, ha creato canzoni promozionali e, mediante la campagna denominata "senza cravatta, senza giacca" (「ノーネクタイ・ノー上着?, No necktie, no uwagi), ha chiesto agli impiegati giapponesi di utilizzare abiti più leggeri. L'esempio hanno dovuto darlo gli impiegati governativi nell'area metropolitana di Tokyo, ma altri funzionari hanno mantenuto l'uso di giacca e cravatta, il che pare dimostrare che la campagna non ha ancora permeato la società giapponese in generale.
Perfino dentro il partito di governo, il Partito Liberal Democratico (PLD), persone come Shizuka Kamei hanno criticato la misura dicendo che «quell'apparenza non sta bene ai politici».
Nel 1979, dopo la crisi petrolifera degli anni settanta, il governo Ōhira aveva proposto la misura su idea dell'ex primo ministro Tsutomu Hata. Si arrivò a creare gli "abiti a basso consumo di energia" (省エネスーツ?, Shō-ene(rgy)-suits), vestiti con maniche ampie, che ebbero una certa accettazione.
I fabbricanti e i negozi di abbigliamento hanno trovato una nuova opportunità per vendere abiti da uomo e camicie che non lasciano vedere la cravatta, grazie a questa misura e a promozioni come il "Casual Friday", mentre le tipiche camicie di Okinawa, simili a quelle hawaiane, hanno avuto grande diffusione nel resto del Giappone. Inoltre, secondo calcoli del Centro di Indagine Economica, con la misura del Cool Biz la deteriorata economia giapponese potrebbe crescere di circa 100 000 milioni di yen.

## Risultato della campagnaCool Bizdel 2005
Il 28 ottobre 2005, il Ministero dell'ambiente annunciò i risultati della campagna Cool Biz.
Il Ministero realizzò un'inchiesta via web sulla situazione attuale della misura il giorno 30 settembre 2005, coprendo approssimativamente 1.200 persone selezionate da un "panel di internet" di proprietà di una società di ricerca. Il risultato del sondaggio mostra che il 95,8% degli intervistati conosceva il Cool Biz e che il 32,7% dei 562 intervistati rispose che i suoi uffici avevano installato più aria condizionata che negli anni precedenti. Basandosi sui risultati, la riduzione stimata del biossido di carbonio fu di circa 460.000 tonnellate-CO2, che equivale alla quantità di CO2 emessa approssimativamente da un milione di camini durante un mese.
Il Ministero solleciterà costantemente la popolazione ad installare aria condizionata a 28 gradi centígradi, insieme a una maggiore diffusione del Cool Biz.

## Warm Biz
Durante l'inverno del 2005, si parlò in varie delle principali catene d'informazione di promuovere una campagna Warm Biz per l'inverno, indossando una camicia pesante a collo alto al posto di giacca e cravatta. Il Warm Biz non fu promosso dal governo giapponese e l'idea non raccolse sostegno su vasta scala.

## Cool Biz 2006
La seconda campagna annuale Cool Biz iniziò il 1º giugno 2006. Il primo ministro del Giappone e un gran numero di ministri diedero l'esempio di indossare abiti progettati per mantenerli freschi. Sembra che l'appoggio alla misura fuori dal governo stia guadagnando adepti.